# Ophiura leptoctenia
Ophiura leptoctenia är en ormstjärneart som beskrevs av Hubert Lyman Clark 1911. Ophiura leptoctenia ingår i släktet Ophiura och familjen fransormstjärnor. Inga underarter finns listade i Catalogue of Life.